# Супервспышка
Супервспышки — это очень сильные взрывы, наблюдаемые на звёздах с энергией, в десять тысяч раз превышающей энергию типичных солнечных вспышек. Звёзды этого класса удовлетворяют условиям, которые предъявляются к солнечным аналогам, и ожидается, что они будут стабильными в течение очень длительного периода времени. Первоначальные девять кандидатов были обнаружены различными методами. Никакие систематические исследования не были возможны до запуска спутника Кеплер, который в течение длительного периода наблюдал за очень большим количеством звёзд солнечного типа с очень высокой точностью. Это исследование показало, что небольшая доля звёзд производила сильные вспышки, в 10 000 раз более мощные, чем самые сильные вспышки, известные на Солнце. Во многих случаях было несколько супервспышек на одной звезде. Более молодые звёзды вспыхивали чаще, чем старые, но сильные вспышки наблюдались и на таких старых звёздах, как Солнце.
Все звёзды с супервспышками демонстрируют квазипериодические изменения светимости, интерпретируемые как очень большие звёздные пятна, которые вращаются на поверхности заезды. Спектроскопические исследования обнаружили спектральные линии, которые были чёткими индикаторами хромосферной активности, связанной с сильными и обширными магнитными полями. Это говорит о том, что супервспышки отличаются только по масштабу от солнечных вспышек.
Были предприняты попытки обнаружить прошлые солнечные вспышки по концентрациям нитратов в полярном льду (позже было показано, что этот метод не работает), по историческим наблюдениям полярных сияний и по тем радиоактивным изотопам, которые могут быть произведены солнечными энергетическими частицами. Хотя в записях углерода-14 в кольцах деревьев и Ве-10 в полярных льдах были обнаружены три события (774 н. э., 994 н. э. и 660 д.н. э.), связанные с экстремальными солнечными вспышками, но они все равно существенно слабее, чем звёздные супервспышки.
Солнечные супервспышки будут иметь радикальные последствия, особенно если они происходят как последовательные события. Поскольку они могут встречаться у звёзд того же возраста, массы и состава, что и у Солнца и эти события нельзя исключать. Однако, анализ данных по космогенным изотопам показывает, что в последние десять тысяч лет таких вспышек на Солнце не было. Тем не менее, супервспышки звёзд солнечного типа очень редки и происходят у звёзд с большей магнитной активностью, чем у Солнца; если солнечные супервспышки случаются, это может происходить в чётко определённых эпизодах, которые занимают небольшую долю времени.

## Супервспышка звезды
Супервспышки на звёздах — это не то же самое, что вспышка звезды, которая обычно относится к красному карлику очень позднего спектрального типа. Термин ограничен большими переходными событиями на звёздах, которые удовлетворяют следующим условиям:
- звезда принадлежит к спектральным классам от F8 до G8;
- звезда находится на главной последовательности;
- звезда одиночная или часть очень широкой двоичной системы;
- звезда медленно вращается;
- звезда не очень молодая.

По сути, такие звёзды можно рассматривать как аналоги Солнца. Первоначально были обнаружены девять звёзд претерпевших супервспышку, некоторые из них очень похожи на Солнце.

## Кандидаты в супервспышки
Оригинальная статья идентифицировала девять объектов-кандидатов:
| Звезда                | Спектр. класс | V (mag) | Метод определения | Амплитуда вспышки     | Длительн.    | Энергия (эрг) |
| --------------------- | ------------- | ------- | ----------------- | --------------------- | ------------ | ------------- |
| Грумбридж 1830        | G8 V          | 6.45    | фотограф.         | ΔB = 0.62m            | 18 мин       | EB ~1035      |
| Каппа¹ Кита           | G5 V          | 4.83    | спектроскоп.      | EW(He) = 0.13Å        | ~ 40 мин     | E~2×1034      |
| MT Тельца             | G5 V          | 16.8    | фотограф.         | ΔU = 0.7m             | ~ 10 мин     | EU~1035       |
| Пи¹ Большой Медведицы | G1.5 Vb       | 5.64    | рентген.          | LX = 1029 эрг/сек     | >~ 35 мин    | EX=2×1033     |
| S Печи                | G1 V          | 8.64    | визуал.           | ΔV ~ 3m               | 17 — 367 мин | EV~2×1038     |
| BD +10°2783           | G0 V          | 10.0    | рентген.          | LX = 2 × 1031 эрг/сек | ~ 49 мин     | EX >>3×1034   |
| Омикрон Орла          | F8 V          | 5.11    | фотометр.         | ΔV = 0.09m            | ~ 5 — 15 дн. | EBV~9×1037    |
| 5 Змеи                | F8 IV—V       | 5.06    | фотометр.         | ΔV = 0.09m            | ~ 3 — 25 дн. | EBV~7×1037    |
| UU Северной Короны    | F8 V          | 8.86    | фотометр.         | ΔI = 0.30m            | >~ 57 мин    | Eopt~7×1035   |

- спектральный класс — означает спектральную классификацию, включая спектральный тип и класс светимости;
- V (mag) — означает нормальную видимую звёздную величину;
- EW (He) — означает эквивалентную ширину линии 5875.6Å He I D3, видимой при эмиссии.

Наблюдения варьируются для каждого объекта. Некоторые из них представляют собой рентгеновские измерения, другие визуальные, фотографические, спектроскопические или фотометрические. Энергии для событий варьируются от 2×1033 до 2×1038 эрг.

## Обзоры Кеплера
Космическая обсерватория Кеплер — это прибор, предназначенный для поиска планет методом транзитов. Фотометр постоянно отслеживает яркость 150 000 звёзд в фиксированной области неба (в созвездиях Лебедя, Лиры и Дракона), чтобы обнаружить изменения яркости, вызванные планетами, проходящими перед звёздным диском. Более 90 000 жёлтых карликов (похожих на Солнце), находящихся на главной последовательности, отслеживаются фотометром. Наблюдаемая площадь соответствует примерно 0,25 % от всего неба. Фотометр чувствителен к длинам волн 400—865 нм, охватывая весь видимый спектр и часть инфракрасного диапазона. Фотометрическая точность, достигнутая Кеплером, обычно составляет 0,01 % (0,1 ммА) для 30-минутного интервала времени интегрирования звёзд 12-й величины.

### Жёлтые карлики
Высокая точность, большое количество наблюдаемых звёзд и длительный период наблюдения делают Кеплер идеальным для обнаружения супервспышек. В исследованиях, опубликованных в 2012 и 2013 годах, участвовало 83 000 звёзд за период 500 дней (большая часть анализа данных была проведена с помощью пяти первокурсников). Звёзды были выбраны из каталога Кеплера, так чтобы они имели Teff (эффективную температуру) между 5100 и 6000 К (солнечное значение 5750 К), чтобы найти звезды схожего спектрального класса с Солнцем, и поверхностную гравитацию log g>4.0, чтобы устранить субгиганты и гиганты. Спектральные классы варьируются от F8 до G8. Интервал интеграции данных составил 30 минут в исходном исследовании. На 279 звёздах солнечного типа были обнаружены 1547 супервспышек. Наиболее интенсивные события увеличили яркость звёзд на 30 % и имели энергию 1036 эрг. Вспышки белого света на Солнце изменяют яркость примерно на 0,01 %, а самые сильные вспышки имеют энергию видимого света около 1032 эрг. (Все эти энергии указаны в оптической полосе испускания и поэтому являются нижними пределами, поскольку некоторая энергия излучается на других длинах волн.) Большинство событий были гораздо менее энергичными: амплитуды вспышек ниже 0,1 % видимой звёздной величины и энергии ниже 2×1033 эрг обнаруживаются при 30-минутном интервале. Вспышки имели быстрый рост с последующим экспоненциальным затуханием в масштабе времени 1-3 часа. Самые мощные события соответствовали энергиям в десять тысяч больше, чем самые большие вспышки, наблюдаемые на Солнце. Некоторые звезды вспыхивали очень часто: одна звезда испытала супервспышки 57 раз за 500 дней, со средней скоростью один раз в девять дней. Для статистики вспышек число вспышек уменьшалось с энергией E примерно как E−2, что аналогично солнечным вспышкам. Продолжительность вспышки увеличивалась с увеличением её энергии, опять же в соответствии с поведением Солнца.
Некоторые данные Кеплера отбираются на минутном интервале, хотя падение точности неизбежно. Использование этих данных на небольшой выборке звёзд выявляет вспышки, которые являются слишком короткими для надёжного обнаружения на 30-минутном интервале, позволяя обнаруживать события с выделением энергии всего в 1032 эрг, сравнимые с самыми яркими вспышками на Солнце. Частота возникновения событий как функция энергии описывается степенным законом E−n при расширении до более низких энергий, где n около 1,5. При таком временном разрешении некоторые супервспышки показывают множественные пики с разнесением от 100 до 1000 секунд, что снова сопоставимо с пульсациями при солнечных вспышках. Звезда KIC 9655129 показала два периода, по 78 и 32 минуты, что свидетельствует о магнитогидродинамических колебаниях в области вспышки. Эти наблюдения показывают, что супервспышки отличаются только по масштабу, а не по типу, от солнечных вспышек.
Звёзды, испытывающие супервспышки, демонстрируют квазипериодическое изменение яркости, что интерпретируется как свидетельство появления звёздных пятен, вращающихся на звезде. Это позволяет оценить период вращения звезды: значения варьируются от менее одного дня до десятков дней (значение для Солнца составляет 26 дней). На Солнце радиометрический мониторинг со спутников показывает, что большие солнечные пятна могут снизить яркость на 0,2 %. У звёзд испытывающих супервспышки наиболее распространённые колебания яркости составляют 1-2 %, хотя они могут достигать 7-8 %, что позволяет предположить, что площадь звёздных пятен может быть намного больше, чем на Солнце. В некоторых случаях изменения яркости могут быть смоделированы только одним или двумя большими звёздными пятнами, хотя не все случаи настолько просты. Звёздные пятна могут быть группами меньших пятен или одиночных гигантских пятен.
Вспышки чаще встречаются у звёзд с короткими периодами вращения. Однако энергия самых больших вспышек не связана с периодом вращения. Звёзды с большими периодами также имеют гораздо более частые вспышки; у них также есть тенденция иметь более энергичные вспышки. Большие вариации могут быть обнаружены даже на самых медленно вращающихся звёздах: одна звезда имела период вращения 22,7 дня, а вариации предполагают покрытие пятнрм 2,5 % поверхности, более чем в десять раз превышающее максимальное солнечное значение. Оценивая размер звёздных пятен по изменению амплитуды и допуская солнечные значения для магнитных полей в пятнах (1000 Гс), можно оценить доступную энергию: во всех случаях достаточно энергии для питания даже самых больших наблюдаемых вспышек. Это говорит о том, что супервспышки и сосолнечные вспышки имеют практически одинаковый механизм.
Чтобы определить, могут ли на Солнце возникать супервспышки, важно сузить определение звёзд, похожих на Солнце. Когда температурный диапазон делится на звёзды с Teff выше и ниже 5600 К (ранние и поздние звезды G-типа), звезды с более низкой температурой примерно в два раза чаще проявляют активность супервспышек, чем звезды солнечного типа. Что касается звёзд, которые испытывают вспышки, то у них частота появления вспышек (число на звезду в год) примерно в пять раз выше у звёзд позднего типа. Хорошо известно, что как скорость вращения, так и магнитная активность звезды уменьшаются с возрастом у звёзд G-типа. Вспыхивающие звезды делятся на быстро и медленно вращающиеся, и у них для оценки вспышек используют период вращения, оцениваемый по вариациям яркости: у наиболее быстро вращающихся (и предположительно самых молодых) звёзд проявляется большая вероятность активности: в частности, у звёзд, вращающихся с периодом менее чем 10 дней вероятность возникновения активности в 20-30 раз выше. Тем не менее, 44 супервспышки были обнаружены на 19 звёздах с температурой, аналогичной Солнцу, и периодами вращения, превышающими 10 дней (из 14 000 исследовавшихся звёзд); четыре супервспышки с энергиями в диапазоне 1-5×1033 эрг были обнаружены на звёздах, вращающихся медленнее, чем Солнце (около 5000 в выборке). Распределение вспышек по энергии имеет одинаковую форму для всех классов звёзд: хотя звезды, подобные Солнцу, имеют меньшую вероятность вспышек, они имеют ту же пропорцию очень энергичных вспышек, что и более молодые и более холодные звезды.

### Оранжевые и красные карлики
Данные Кеплера также использовались для поиска вспышек на звёздах более поздних спектральных классов, чем G. Была исследована выборка из 23 253 звёзд с эффективной температурой Teff менее 5150 К и поверхностной гравитацией log g>4.2, что соответствует звёздам главной последовательности позже K0V для поиска вспышек в течение 33,5 дней. 373 звезды были определены как имеющие очевидные вспышки. У некоторых звёзд была только одна вспышка, а у других — до пятнадцати. Самые сильные события повысили яркость звезды на 7-8 %. Это не радикально отличается от максимальной яркости вспышек на звёздах G-типа; однако, поскольку звёзды K и M менее светящиеся, чем у типа G, это говорит о том, что вспышки на этих звёздах менее энергичны. Сравнивая два изученных класса звёзд, кажется, что M-звезды вспыхивают чаще, чем K-звезды, но продолжительность каждой вспышки имеет тенденцию быть короче. Невозможно сделать какие-либо выводы об относительном соотношении звёзд типа G и K, показывающих супервспышки, или о частоте вспышек на тех звёздах, которые проявляют такую активность, поскольку алгоритмы и критерии обнаружения вспышек в этих двух исследованиях весьма различны.
Большинство (хотя и не все) из оранжевых карликов и красных карликов показывают те же самые квазипериодические изменения яркости, что и жёлтые карлики. Существует тенденция к появлению более энергичных вспышек на более изменчивых звёздах; однако частота вспышек слабо связана с изменчивостью.

## Горячие юпитеры как объяснение
Когда супервспышки были обнаружены на звёздах солнечного типа, было высказано предположение, что эти извержения могут быть вызваны взаимодействием магнитного поля звезды с магнитным полем планеты-гиганта, вращающейся так близко к звезде, что магнитные поля были бы связаны. Вращение и/или орбитальное движение будет приводить к закручиванию магнитных полей до тех пор, пока переконфигурация полей не вызовет взрывного выделения энергии. Переменные типа RS Гончих Псов представляют собой близкие двойные системы, с орбитальными периодами от 1 до 14 дней, в которых основной является звезда главной последовательности F- или G-типа, и с сильной хромосферной активностью на всех орбитальных фазах. Эти системы имеют вариации яркости, приписываемые большим звёздным пятнам на первичной звезде; некоторые показывают большие вспышки, которые, как считается, вызваны магнитной переконфигурацией. Компаньон в такой системе находится достаточно близко, чтобы раскрутить звезду приливными взаимодействиями.
Однако газовый гигант не был бы достаточно массивным, чтобы делать подобное, оставляя различные измеримые свойства звезды (скорость вращения, хромосферная активность) неизменными. Если бы гигант и первичная звезда находились достаточно близко для того, чтобы магнитные поля были связаны, орбита планеты закрутила бы линии магнитного поля, пока конфигурация не стала бы нестабильной, сопровождаемой сильным всплеском энергии в форме вспышки. Кеплер обнаружил несколько газовых гигантов, близких к орбите, известных как горячие юпитеры. Исследования двух таких систем показали периодические вариации хромосферной активности первичной синхронизации, синхронизированные с периодом спутника.
Не все планетарные транзиты могут быть обнаружены Кеплером, поскольку планетарная орбита может быть вне поля зрения с Земли. Однако орбита горячего юпитера настолько близка к первичной, что вероятность транзита составляет около 10 %. Если супервспышки были вызваны близкими планетами, у 279 обнаруженных вспышечных звёзд должно быть около 28 транзитных спутников; но ни один из них не показал доказательства подобных транзитов, фактически, исключая это объяснение.

## Спектроскопические наблюдения супервспышек звёзд
Спектроскопические исследования супервспышек позволяют более детально определять их свойства в надежде обнаружить причину вспышек. Первые исследования были выполнены с использованием спектрографа на телескопе Субару на Гавайях. Около 50 звёзд солнечного типа, которые, как показали наблюдения Кеплера, проявляют активность супервспышек, были детально исследованы. Из них только 16 были или двойными звёздами или спектрально-двойными звёздами; они были исключены из исследования, так как близкие двойные системы часто активны, в то время как в случае двойных звёзд существует вероятность активности на их спутниках. Спектроскопия позволяет точно определять эффективную температуру, поверхностную гравитацию и содержание элементов тяжелее гелия («металличность»); большинство из 34 одиночных звёзд оказались звёздами, лежащими на главной последовательности спектрального типа G и схожего с Солнцем состава. Поскольку такие свойства, как температура и поверхностная гравитация меняются в течение жизни звезды, теория эволюции звезды позволяет оценить возраст звезды: в большинстве случаев возраст превышает несколько сотен миллионов лет. Это важно, поскольку очень молодые звезды, как известно, гораздо более активны. Девять звёзд соответствовали более узкому определению солнечного типа, данному выше, с температурами, превышающими 5600 К, и периодами вращения, превышающими 10 дней; у некоторых были периоды выше 20 или даже 30 дней. Только пять из 34 могут быть описаны как быстро вращающиеся звезды.
Наблюдения LAMOST были использованы для измерения хромосферной активности 5648 похожих на Солнце звёзд в поле Кеплера, в том числе 48 супервспышек. Эти наблюдения показывают, что супервспышки звёзд, как правило, характеризуются большими выбросами в хромосфере, чем другие звёзды, включая Солнце. Однако супервспышеки на звёздах с уровнями активности ниже или сопоставимыми с Солнцем существуют, что позволяет предположить, что солнечные вспышки и супервспышки, скорее всего, имеют одинаковое происхождение. Очень большой ансамбль подобных Солнцу звёзд, включённый в это исследование, позволяет получить подробные и надёжные оценки связи между хромосферной активностью и появлением супервспышек.
Все звезды демонстрировали квазипериодические изменения яркости в диапазоне от 0,1 % до почти 10 %, что объясняется вращением больших звёздных пятен. Когда на звезде существуют большие пятна, уровень активности хромосферы становится высоким; в частности, крупные хромосферные флоккулы образуются вокруг групп пятен. Известно, что интенсивности определённых солнечных и звёздных линий, генерируемых в хромосфере, в частности линий ионизированного кальция (Ca II) и линии Hα водорода, являются индикаторами магнитной активности. Наблюдения за линиями Са в звёздах, близких по возрасту к Солнцу, даже показывают циклические изменения, напоминающие 11-летний солнечный цикл. Наблюдая за определёнными инфракрасными линиями Ca II для 34 супервспышек звёзд, можно было оценить их хромосферную активность. Измерения тех же линий в точках в пределах активной области на Солнце, вместе с одновременными измерениями локального магнитного поля, показывают, что существует общая связь между полем и активностью.
Хотя звёзды показывают чёткую корреляцию между скоростью вращения и активностью, это не исключает активности на медленно вращающихся звёздах: даже такие медленные звёзды, как Солнце, могут иметь высокую активность. Все наблюдаемые супервспышки звёзд обладали большей активностью, чем Солнце, что подразумевало большие магнитные поля. Существует также корреляция между активностью звезды и её изменениями яркости (и, следовательно, охватом звёздных пятен): все звёзды с большими изменениями амплитуды показали высокую активность.
Знание приблизительной площади, покрытой звёздными пятнами по размеру вариаций, и напряжённость поля, оценённую по хромосферной активности, позволяет оценить общую энергию, запасённую в магнитном поле; во всех случаях в поле было достаточно энергии, чтобы учесть даже самые большие супервспышки. Как фотометрические, так и спектроскопические наблюдения согласуются с теорией, согласно которой супервспышки отличаются только по масштабу от солнечных вспышек и могут объясняться высвобождением магнитной энергии в активных областях, намного больших, чем на Солнце. Тем не менее, эти области могут появляться на звёздах с массами, температурами, составами, скоростями вращения и возрастами, подобными Солнцу.

## Обнаружение прошлых супервспышек наСолнце

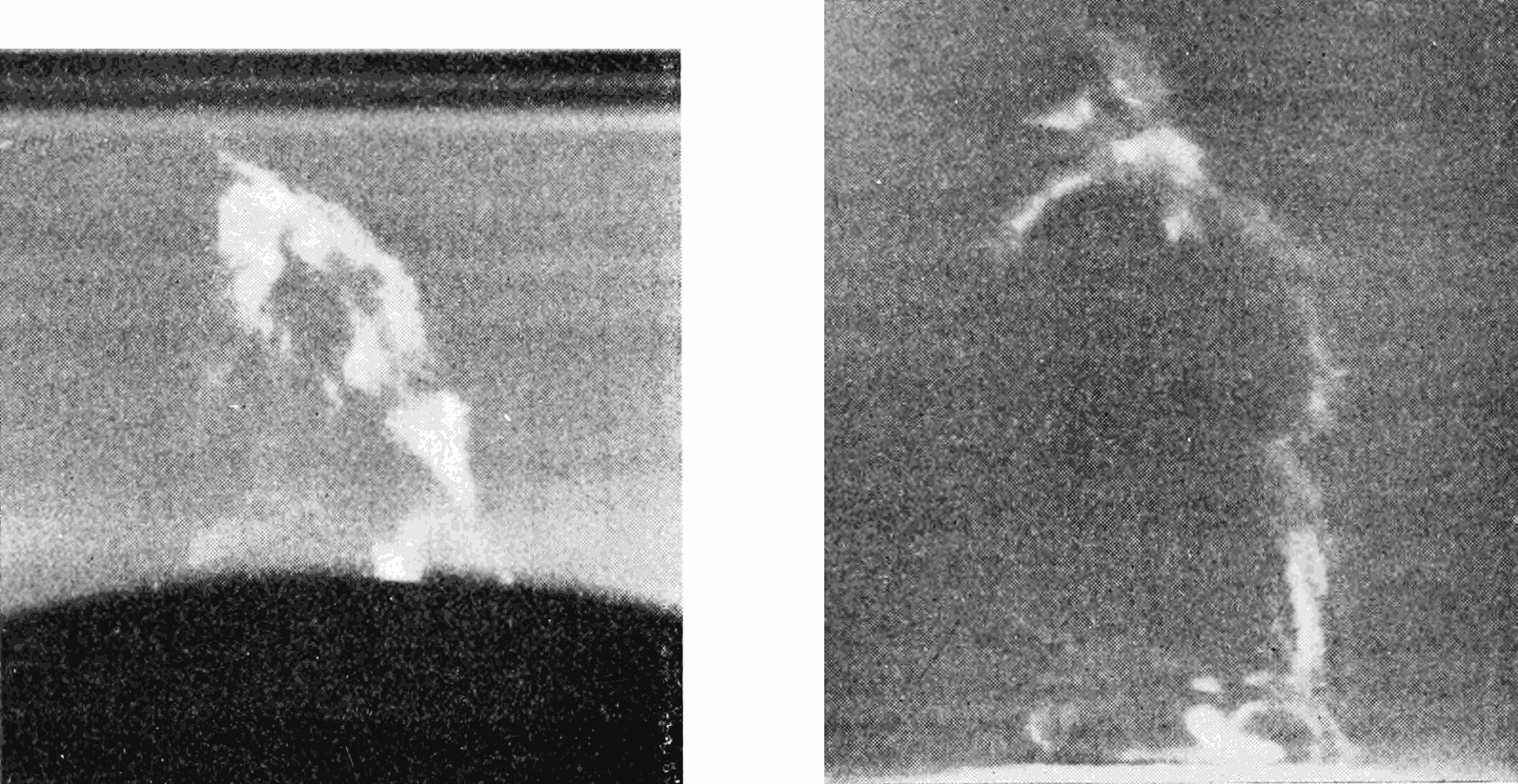
Фотография вспышки 1895 года.

Поскольку звёзды, по-видимому, идентичные Солнцу, могут испытывать супервспышки, естественно спросить, могло ли их произвести само Солнце, и попытаться найти доказательства того, что это было в прошлом. Большие вспышки неизменно сопровождаются энергичными частицами, и эти частицы производят эффекты, если они достигают Земли. Событие в Каррингтоне 1859 года, крупнейшая вспышка которую мы наблюдали, породила глобальные полярные сияния, простирающиеся до экватора. Энергетические частицы могут вызывать химические изменения в атмосфере, которые могут постоянно регистрироваться в полярном льду. Быстрые протоны генерируют отличительные изотопы, в частности, углерод-14, который может быть поглощён и сохранён живыми существами.

### Концентрации нитратов в полярном льду
Когда солнечные энергетические частицы достигают атмосферы Земли, они вызывают ионизацию, которая создаёт оксид азота (NO) и другие активные формы азота, которые затем осаждаются в форме нитратов. Поскольку все энергичные частицы в большей или меньшей степени отклоняются магнитным полем Земли, они откладываются преимущественно в полярных широтах; поскольку в высоких широтах также содержится постоянный лёд, естественно искать нитратные признаки событий в ледяных кернах. Исследование ледяных кернов Гренландии, простиравшеяся назад до 1561 года, позволило получить разрешение 10-20 образцов в год, что позволило в принципе обнаружить отдельные события. Точные даты (в течение одного или двух лет) могут быть достигнуты путём подсчёта годовых слоёв в кернах, проверенных путём выявления отложений, связанных с известными извержениями вулканов. Керн содержал годовое изменение концентрации нитратов, сопровождаемое рядом «пиков» разных амплитуд. Самый сильный из них за всю историю был датирован несколькими неделями после события в Каррингтоне 1859 года. Однако другие события могут привести к выбросам нитратов, включая сжигание биомассы, что также приводит к повышению концентрации аммония. Изучение четырнадцати ледяных кернов из Антарктики и Арктики показало большие выбросы нитратов, однако ни один из них не был датирован 1859 годом (самый близкий был 1863). Все такие всплески были связаны с аммонием и другими химическими показателями горения. Нет никаких доказательств того, что концентрации нитратов можно использовать в качестве индикаторов исторической солнечной активности.

### Одиночные события из космогенных изотопов
Когда энергетические протоны попадают в атмосферу, они создают изотопы в результате реакций с основными компонентами; наиболее важным из них является углерод-14 (14C), который создаётся, когда вторичные нейтроны реагируют с азотом. 14C, период полураспада которого составляет 5730 лет, после чего он реагирует с кислородом с образованием диоксида углерода, который поглощается растениями. Датирование древесины по содержанию 14C является основой радиоуглеродного анализа. Если древесина известного возраста доступна, процесс может быть точно измерен. Измерение содержания 14C и использование периода полураспада позволяет оценить возраст, когда древесина была сформирована. Кольца роста деревьев демонстрируют закономерности, вызванные различными факторами окружающей среды: дендрохронология использует кольца роста деревьев, сравниваемые между перекрывающимися последовательностями, для установления точных дат. Применение этого метода показывает, что атмосферный 14C действительно изменяется во времени из-за солнечной активности. Это основа калибровочной кривой датирования углерода. Очевидно, что он также может быть использован для обнаружения любых пиков в явлениях, вызванных солнечными вспышками, если эти вспышки создают достаточно энергичных частиц, чтобы вызвать измеримое увеличение 14C.
Изучение калибровочной кривой, которая имеет временное разрешение в пять лет, показало три интервала за последние 3000 лет, в которых 14C значительно возросло. Исходя из этого, два японских кедра были исследованы с разрешением в один год и показали увеличение на 1,2 % в 774 г. н. э., что примерно в двадцать раз больше, чем ожидалось от нормального солнечного колебания. Этот пик неуклонно уменьшался в течение следующих нескольких лет. Результат был подтверждён исследованиями немецкого дуба, сосны из Калифорнии, лиственницы сибирской и древесины каури из Новой Зеландии. Все определения согласованы как по времени, так и по амплитуде эффекта. Кроме того, измерения коралловых скелетов в Южно-Китайском море показали существенные изменения в 14C в течение нескольких месяцев примерно в то же время; однако, дата может быть установлена только с точностью до ± 14 лет около 783 года нашей эры.
Углерод-14 — не единственный изотоп, который может быть получен энергичными частицами. Бериллий-10 (10Be) также образуется из азота и кислорода и осаждается в полярном льду. Однако осаждение 10Be может быть сильно связано с местной погодой и демонстрирует чрезвычайную географическую изменчивость; также сложнее определять даты. Тем не менее, увеличение 10Be в течение 770-х годов было обнаружено в ледяном керне из Антарктики, хотя сигнал был менее ярким из-за более низкого временного разрешения (несколько лет); другое меньшее увеличение было замечено в Гренландии. При сравнении данных с двух участков в Северной Гренландии и одного в Западной Антарктике, все из которых были получены с разрешением в один год, все они показали сильный сигнал: временной профиль также хорошо соответствовал результатам 14C (в пределах неопределённости датирования для данные 10Be). Хлор-36 (36Cl) может быть получен из аргона и отложен в полярном льду; поскольку аргон является второстепенным компонентом атмосферы, его содержание низкое. Те же ледяные керны, которые показали 10Be, также показали увеличение 36Cl, хотя с разрешением в пять лет и детальное соответствие было невозможно.
Второе событие AD 993/4 было также дало обнаружение 14C в кольцах деревьев, но с меньшей интенсивностью. Это событие также привело к ощутимому увеличению содержания 10Be и 36Cl в кернах льда в Гренландии. Третье известное событие было в 660 BC, и имеется ещё несколько кандидатов послабее.
Если предполагается, что эти события происходят от быстрых частиц во время больших вспышек, нелегко оценить энергию частиц в вспышке или сравнить её с известными событиями. Событие Каррингтоне не появляется в записи 14C, равно как и никаких других событий с крупными частицами, которые наблюдались непосредственно. Поток частиц должен быть оценён путём расчёта скорости производства радиоуглерода, а затем моделирования поведения CO2 , как только он вступил в углеродный цикл; доля созданного радиоуглерода, поглощённого деревьями, в некоторой степени зависит от этого цикла. Как дополнительное осложнение, космогенные изотопы преимущественно создаются энергичными протонами (несколько сотен МэВ). Энергетический спектр частиц солнечной вспышки значительно варьируется между событиями; один с «жёстким» спектром, с большим количеством протонов высокой энергии, будет более эффективным для увеличения 14C. Самая мощная вспышка, имеющая также жёсткий спектр, который наблюдался инструментально, имела место в феврале 1956 года (начало ядерных испытаний скрывает любые возможные эффекты в записи 14C); было подсчитано, что если бы одна вспышка была ответственна за событие AD 774/5, она должна быть в 25-50 раз мощнее, чем эта. Группа солнечных пятен может произвести несколько вспышек за время своего существования, и эффекты такой последовательности будут агрегированы за один год, охватываемый одним измерением 14C; однако общий эффект все равно будет в десять раз больше, чем что-либо, наблюдаемое в аналогичный период в современную эпоху.
Солнечные вспышки — не единственная возможность получения космогенных изотопов. Длинный или короткий гамма-всплеск был предложен как соответствующий всем деталям события AD 774/5, если он был достаточно близко. Однако, как известно в настоящее время, это объяснение очень маловероятно, и эксретмальные солнечные протонные события являются единственным разумным объяснением для обнаруженных всплесков в производстве космогенных изотопов.

### Исторические данные
Был предпринят ряд попыток найти дополнительные доказательства, подтверждающие интерпретацию изотопного пика AD 774/5 как супервспышку, путём изучения исторических данных. Событие в Каррингтоне привело к появлению полярных сияний на юге вплоть до Карибского бассейна и Гавайев, что соответствует геомагнитной широте около 22°, если событие AD 774/5 соответствует ещё более энергичной вспышке, то полярные сияния должны были приобрести глобальный характер.
Усоскин и др. привёл ссылки на полярные сияния в китайских хрониках для 770 г. (дважды), 773 и 775. Они также цитируют «красный крест» в небе в 773/4/6 г. н. э. из англосаксонской хроники; «воспалённые щиты» или «щиты, горящие красным цветом», видимые в небе над Германией в 776 году нашей эры, записанные в Анналах королевства франков; «огонь на небесах» в Ирландии в 772 году н. э. .; и явление в Германии в 773 году нашей эры, интерпретируемое как всадники на белых лошадях. Повышенная солнечная активность в районе увеличения 14C подтверждается сведениями о сиянии в Китае, датированными 776 г. н. э. 12 января, как подробно описано Стивенсоном и др.. Китайские записи описывают более десяти полос белых огней, «как расстеленный шёлк», простирающихся через восемь китайских созвездий; сияние длился несколько часов. Наблюдения, сделанные во времена династии Тан, были сделаны в столице Сиань.
Тем не менее, существует ряд трудностей, связанных с попыткой связать повышение концентрации 14C с историческими хрониками. Даты колец деревьев могут быть ошибочными, потому что в течение года не бывает заметного кольца (необычно холодная погода) или двух колец (второй рост в тёплую осень). Если бы холодная погода была глобальной, после сильного извержения вулкана, вполне возможно, что последствия также могут быть глобальными: явная дата концентрации 14C может не всегда соответствовать хроникам.
Для пика изотопов во время союытия AD 993/994, изученны Hayakawa и др. Исследованнце в настоящее время исторические документы показывают кластеризацию наблюдений полярных сияний в конце 992 г., в то время как их связь с изотопным пиком все ещё обсуждается.

### Общая солнечная активность в прошлом
Супервспышки, как кажется, связаны с общим высоким уровнем магнитной активности. Помимо поиска отдельных событий, можно изучить записи изотопов, чтобы найти уровень активности в прошлом и определить периоды, когда он мог быть намного выше, чем сейчас. Лунные породы обеспечивают запись, не затронутую геомагнитным экранированием и транспортными процессами. Как космические лучи, так и события, связанные с солнечными частицами, могут создавать изотопы в горных породах, и на них влияет солнечная активность. Космические лучи гораздо более энергичны и проникают глубже, и их можно отличить от солнечных частиц, которые воздействуют на внешние слои. Несколько различных радиоизотопов могут быть получены с очень разными периодами полураспада; концентрация каждого из них может рассматриваться как представляющая среднее значение потока частиц за период его полураспада. Поскольку потоки должны быть преобразованы в концентрации изотопов путём моделирования, здесь есть определённая зависимость от модели. Эти данные согласуются с мнением о том, что поток энергичных солнечных частиц с энергиями выше нескольких десятков МэВ не менялся в течение периодов от пяти тысяч до пяти миллионов лет. Конечно, период интенсивной активности в течение короткого периода времени относительно времени полураспада не будет обнаружен.
Измерения 14C, даже с низким временным разрешением, могут указывать на состояние солнечной активности за последние 11 000 лет до 1900 года. Хотя радиоуглеродное датирование применялось к событиям с возрастом 50 000 лет, во время дегляциаций в начале голоцена биосфера и поглощение ею углерода резко изменилось, сделав оценку до этого непрактичной; примерно после 1900 года эффект Суесса, делает интерпретацию трудной. Концентрации 10Be в многослойных полярных кернах льда обеспечивают независимую меру активности. Обе меры разумно согласуются между собой и с числом солнечных пятен (Число Вольфа) за последние два столетия. В качестве дополнительной проверки можно извлечь изотопы титана-44 (44Ti) из метеоритов; это обеспечивает измерение активности, на которую не влияют изменения в транспортном процессе или геомагнитном поле. Хотя оно ограничено примерно последними двумя столетиями, оно согласуется со всеми, кроме одной из реконструкций 14C и 10Be, и подтверждает их обоснованность. Энергетические вспышки, описанные выше, редки; на больших временных масштабах (значительно больше года) в потоке радиогенных частиц преобладают космические лучи. Внутренняя солнечная система защищена общим магнитным полем Солнца, которое сильно зависит от времени в цикле и силы цикла. Результатом является то, что времена мощной активности проявляются как уменьшение концентрации всех этих изотопов. Поскольку на космические лучи также влияет геомагнитное поле, трудности в восстановлении этого поля ограничивают точность восстановлений.
Реконструкция активности 14C за последние 11 000 лет не показывает периода, значительно превышающего текущий; фактически общий уровень активности во второй половине 20-го века был самым высоким с 9 000 года до н. э. В частности, активность в период вокруг события 14C AD 774 (усреднённый по десятилетиям) была несколько ниже долгосрочного среднего значения, в то время как событие AD 993 совпало с небольшим минимумом. Более подробное изучение периода с 731 по 825 гг., объединяющее несколько наборов данных 14C с одно- и двухлетним разрешением с полсчётом полярных сияний и солнечных пятен, показывает общее увеличение солнечной активности (с низкого уровня) примерно после 733 г., достигая её самый высокий уровень после 757 г. и оставшийся высоким в 760-х и 770-х годах; в это время было несколько полярных сияний и даже низкоширотное полярное сияние в Китае.

## Эффекты гипотетической солнечной супервспышки
Эффект такого рода супервспышки, который, по-видимому, обнаружен на девяти исходных звёздах-кандидатах, будет катастрофическим для Земли и оставит следы в Солнечной системе; событие на S Печи, например, повлекло за собой увеличение светимости звёзд примерно в двадцать раз. Томас Голд предположил, что следы на верхней поверхности некоторых лунных пород могут быть вызваны солнечной вспышкой, включающим увеличение яркости более чем в сто раз в течение 10-100 секунд в какое-то время за последние 30000 лет. Помимо земных эффектов, это вызвало бы локальное таяние льда с последующим переохлаждением вплоть до лун Юпитера. Нет никаких свидетельств того, что супервспышки такого масштаба произошли в Солнечной системе.
Даже для гораздо меньших супервспышек, в нижней части диапазона Кеплера, последствия будут серьёзными. В 1859 году событие в Каррингтоне привело к сбоям в системе телеграфа в Европе и Северной Америке. Возможные последствия сегодня включают в себя:
- повреждение или потеря всех искусственных спутников;
- пассажиры авиакомпании, выполняющие трансполярные полёты, будут получать высокие дозы радиации от энергичных частиц (как и любые астронавты или экипаж Международной космической станции);
- значительное истощение озонового слоя с повышенным риском катаракты, солнечных ожогов и рака кожи, а также повреждения растущих растений. Время восстановления будет порядка месяцев или лет. В самых сильных случаях это может привести к серьёзному повреждению биосферы, особенно первичному фотосинтезу в океанах;
- отказ системы распределения электроэнергии (как в случае геомагнитной бури в марте 1989 года), возможно, с повреждением трансформаторов и коммутационного оборудования;
- потеря большей части радиосвязи из-за повышенной ионизации атмосферы.

Очевидно, что супервспышки часто повторяются, а не происходят как отдельные события. NO и другие нечётные азоты, создаваемые вспышечными частицами, катализируют разрушение озона, не будучи поглощёнными сами по себе, и имеют длительный срок действия в стратосфере. Вспышки с частотой один раз в год или даже меньше будут иметь кумулятивный эффект; разрушение озонового слоя может быть постоянным и привести как минимум к его истощению.
Супервспышки также были предложены в качестве решения парадокса слабого молодого Солнца.

## Могут ли супервспышки происходить наСолнце?

Солнечная вспышка 14 декабря 2014 года: выброс отрывается от поверхности.

Поскольку супервспышки могут возникать на звёздах, которые, по-видимому, во всех отношениях эквивалентны Солнцу, естественно спросить, могут ли они возникнуть на самом Солнце? Оценка, основанная на оригинальных фотометрических исследованиях Кеплера, предполагала частоту звёзд солнечного типа (ранний тип G и период вращения более 10 дней) один раз каждые 800 лет для энергии 1034 эрг и каждые 5000 лет при 1035 эрг. Одна минутная выборка дала статистику для менее энергичных вспышек и дала частоту одной вспышки энергии 1033 эрг каждые 5-600 лет для звезды, вращающейся так же медленно, как Солнце; это будет оценено как X100 по шкале солнечных вспышек. Это основано на прямом сравнении количества изученных звёзд с количеством наблюдаемых вспышек. Экстраполяция эмпирической статистики для солнечных вспышек до энергии 1035 эрг предполагает частоту один раз в 10000 лет.
Однако это не соответствует известным свойствам супервспышек звёзд. Такие звезды крайне редки в данных Кеплера: одно исследование показало только 279 таких звёзд из 31 457 изученных (доля ниже 1 %); для более старых звёзд — до 0,25 %. Кроме того, около половины активных звёзд показали повторяющиеся вспышки: у одной звезды было целых 57 событий за 500 дней. На звёздах солнечного типа наиболее активная усреднённая вспышка происходит каждые 100 дней; частота появления супервспышек в наиболее активных звёздах, подобных Солнцу, в 1000 раз больше, чем в среднем для таких звёзд. Это говорит о том, что такого поведения нет на протяжении всей жизни звезды, но оно ограничено эпизодами необычайной активности. Это также подтверждается чёткой взаимосвязью между магнитной активностью звезды и её супервспышечной активностью; в частности, супервспышки звёзд гораздо более активны (в зависимости от площади звёздного пятна), чем Солнце.
Нет никаких свидетельств того, что за последние 200 лет вспышка была больше, чем событие в Каррингтоне (около 1032 эрг, или 1/10 000 самых больших супервспышек). Хотя более крупные события из записи 14C ок. 775 года нашей эры однозначно идентифицируется как солнечное событие, его связь с энергией вспышки неясна и вряд ли превысит 1032 эрг.
Более энергичные супервспышки, по-видимому, исключаются из-за энергетических соображений для нашего Солнца, которые предполагают, что оно не способно привезти вспышки более 1034 эрг. Расчёт свободной энергии в магнитных полях в активных областях, которые могут выделяться в виде вспышек, даёт нижнюю верхнюю границу около 3×1032 эрг, что позволяет предположить, что наиболее энергичная супервспышка может быть в три раза больше, чем в случае события Каррингтона.
У некоторых звёзд магнитное поле в 5 раз больше, чем у Солнца, и они вращаются намного быстрее, и теоретически они могут произвести вспышку до 1034эрг. Это может объяснить некоторые супервспышки в нижней части диапазона. Чтобы подняться выше, чем это, может потребоваться кривая вращения противосолнечной энергии — та, в которой полярные области вращаются быстрее, чем экваториальные области.